# 好間町榊小屋
好間町榊小屋（よしままち さかきごや）は、福島県いわき市の大字である。郵便番号は970-1146。

## 地理
いわき市中部の好間地区に属する。北西で好間町大利、北東から東にかけて好間町北好間、南東で好間町上好間、南西で内郷高野町とそれぞれ隣接する。概ね町村制施行以前の磐前郡榊小屋村の流れを汲む地域である。二級水系夏井川水系好間川によって形成された盆地と周囲の山林を主な範囲とする。盆地内は水田が広がり、周辺部に集落が点在する。内郷御厩町内に所在するいわき中央警察署及び内郷綴町に所在する内郷消防署がそれぞれ管轄にあたる。

### 主な字
字
- 生木葉
- 野尻
- 中根
- 迎

- 江上
- 原
- 中平
- 小畑

### 河川
二級水系夏井川水系
- 好間川

## 歴史
- 1879年1月27日 - 湯長谷藩領榊小屋村が福島県内における郡区町村制の施行により磐前郡の村となる[4]。
- 1889年4月1日 - 町村制の施行により榊小屋村が大利村、高野村と合併し、箕輪村が発足する。旧榊小屋村域は箕輪村の大字となる。[4]。
- 1896年4月1日 - 磐前郡と周辺郡との合併により石城郡が発足し、石城郡箕輪村となる[4]。
- 1955年2月11日 - 箕輪村のうち大字榊小屋、大利が好間村に編入され、好間村の大字となる[4]。
- 1966年10月1日 - 好間村が平市・磐城市・常磐市・勿来市・内郷市、石城郡遠野町・四倉町・小川町・川前村・田人村・三和村、双葉郡久之浜町・大久村と合併しいわき市となり、いわき市好間地区の大字となる[4]。

## 世帯数と人口
2023年10月31日現在の世帯数と人口は以下の通りである。
| 大字         | 世帯数 | 人口  |
| ------------ | ------ | ----- |
| 好間町榊小屋 | 82世帯 | 191人 |

## 小・中学校の学区
市立小・中学校に通う場合、学区は以下の通りとなる。
| 番地 | 小学校                   | 中学校               |
| ---- | ------------------------ | -------------------- |
| 全域 | いわき市立好間第四小学校 | いわき市立好間中学校 |

## 交通

### 道路
- 磐越自動車道
- 福島県道66号小名浜小野線

## 施設
- 榊小屋公民館
- ジャパンパイル 福島工場
- 東京石灰工業 磐城工場
- 十二祖神社